# Trichuris vulpis
Trichuris vulpis är en rundmaskart. Trichuris vulpis ingår i släktet Trichuris, och familjen Trichuridae. Arten är reproducerande i Sverige.